# 魏征博物馆
魏征博物馆全称馆陶魏征博物馆，位于河北邯郸市馆陶县城西部公主湖景区内，建筑面积5600平方米。在广场中央，雕刻有8米高魏征雕像。馆内设有“历代廉吏”板块，以魏征廉政思想为主要内容，并整理北宋刘安世、宋代宗泽、明朝耿如杞等与馆陶有关的清官廉吏事迹。以魏征“人镜”思想为题，建有「勇于批评」、「防微杜渐」、「身体力行」、「民为邦本」、「集中民智」、「以德治国」六个教育板块，园中心设置魏征名篇《谏太宗十思疏》石刻。